# Holtville, Kalifornien
Holtville är en stad (city) i Imperial County, i delstaten Kalifornien, USA. Enligt United States Census Bureau har staden en folkmängd på 6 032 invånare (2011) och en landarea på 3 km².